# Майкл Триндад
Майкл Триндад (порт. Michael Trindade; 18 листопада 2000) — бразильський боксер, призер Панамериканських ігор.

## Аматорська кар'єра
На чемпіонаті світу 2021 в категорії до 54 кг здобув дві перемоги, а у чвертьфіналі програв Махмуду Сабирхану (Казахстан).
На чемпіонаті світу 2021 в категорії до 51 кг програв у другому бою.
На Панамериканських іграх 2023 здобув три перемоги, а у фіналі не вийшов проти Хуніора Алькантара (Домініканська Республіка), зайняв друге місце і кваліфікувався на Олімпійські ігри 2024. На Олімпійських іграх 2024 програв в першому бою Алехандро Кларо (Куба).